# William Alexander Barrett
William Alexander Barrett, né le 15 octobre 1834 à Londres et mort dans cette même ville le 17 octobre 1891, est un musicographe britannique. Il a pour fils le musicographe Francis Barrett.

## Biographie
William Alexander Barrett est d'abord choriste à la Cathédrale Saint-Paul de Londres, puis fait ses études à l'Université d'Oxford. C'est à partir de 1867 qu'il se consacre entièrement à la critique musicale et à l'édition musicale.
Il publie English Glee and Madrigal Writers en 1877 puis English Church Composers en 1882, ainsi que d'autres ouvrages de références.